# Majestic (Schiff, 1890)
Die Majestic war ein 1890 in Dienst gestelltes Passagierschiff der White Star Line.

## Schiffsleben
Der Stapellauf der im März 1887 in Auftrag gegebenen Majestic erfolgte am 29. Juni 1889 in Belfast auf der Werft Harland & Wolff. Am 22. März 1890 wurde sie an die White Star Line abgeliefert. Am 2. April 1890 lief das Schiff zu seiner Jungfernfahrt von Liverpool über Queenstown nach New York aus. Nach etwa einem Jahr holte die Majestic das Blaue Band, welches sie für die schnellste Transatlantikfahrt mit einer Geschwindigkeit von 20,10 kn in der Zeit vom 30. Juli bis 5. August 1891 erhalten hat. Dieses wurde ihr jedoch binnen weniger Tage von ihrem Schwesterschiff, der Teutonic abgejagt.
Seit Dezember 1899 nahm die Majestic als Truppentransporter am Burenkrieg teil. Dieser Einsatz dauerte bis März 1900. Das Schiff wurde in dieser Zeit von Kapitän Edward John Smith, dem späteren Kommandanten der Titanic, befehligt.
Von 1902 bis 1903 wurde die Majestic in Belfast bei Harland & Wolff umgebaut. Hier wurden neue Kessel eingebaut, die beiden Schornsteine verlängert und der zweite Mast ausgebaut. Nach dem Umbau hatte das Schiff 10.147 BRT.
Am 26. Juni 1907 lief sie zu ihrer ersten Reise von Southampton über Cherbourg nach New York aus. 1911 wurde sie als Reserveschiff aufgelegt, aber nachdem die Titanic untergegangen war, wurde die Majestic wieder reaktiviert. Am 17. Oktober 1913 beteiligte sie sich an der Rettung der Besatzung des sinkenden französischen Schoners Garonne.
Anfang 1914 stellte man die Majestic außer Dienst. Am 5. Mai 1914 erreichte sie Morecambe, wo sie abgewrackt wurde.